# Schlauchliner (Rohrsanierung)

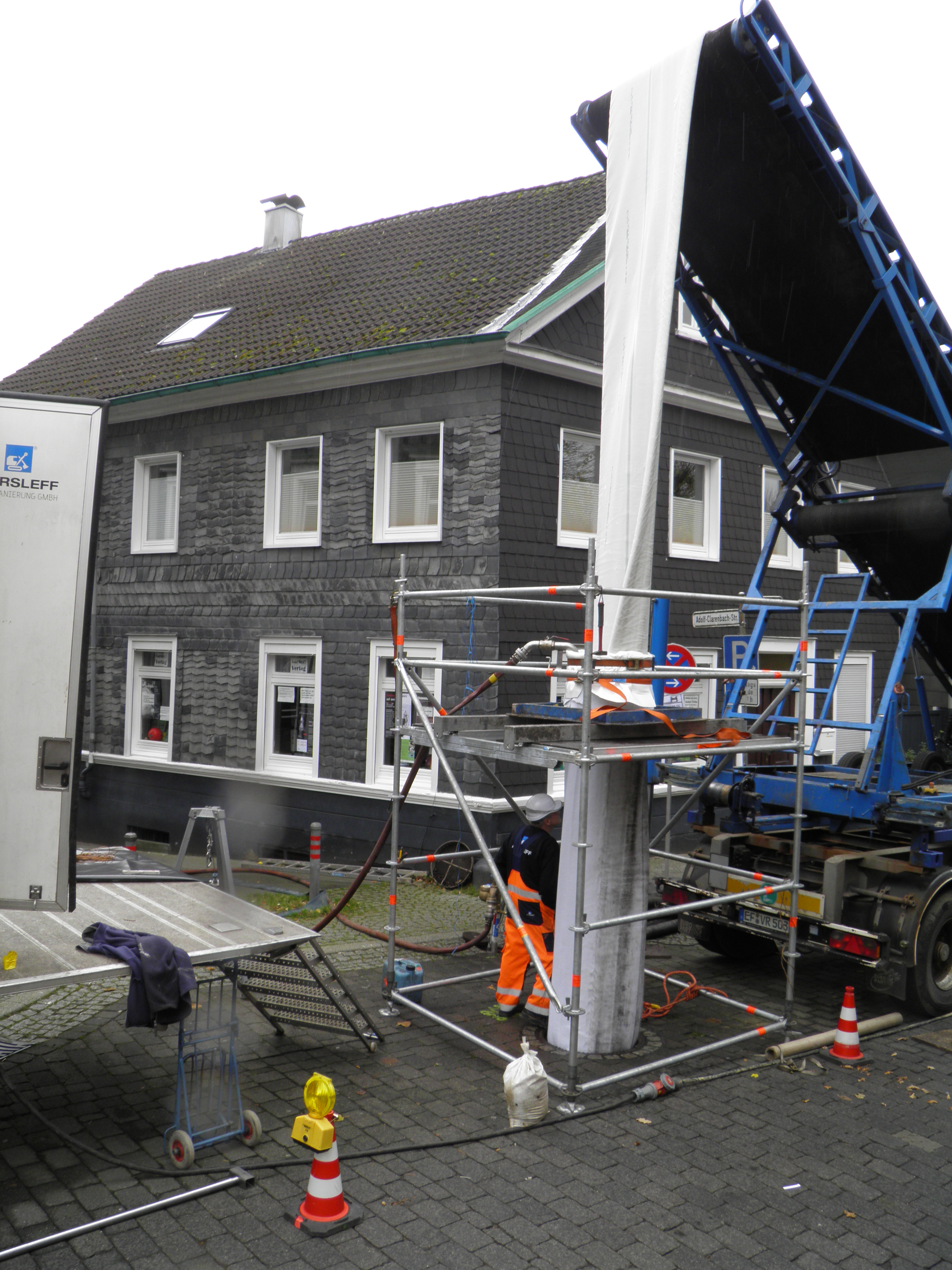
Schlauchliner für Straßenkanalrohr

Das Schlauchliner-Verfahren ist eine Methode zur Sanierung abgängiger oder beschädigter Rohrleitungen. Dabei wird ein mit Kunstharz getränktes Glasfasergewebe in das Altrohr eingezogen, mit Druckluft an die Rohrwand gepresst und durch Ultraviolettstrahlung ausgehärtet.
Schlauchliner – von den Handwerkern auch Inliner genannt – werden zur grabenlosen Sanierung von Abflussrohren außerhalb von Gebäuden eingesetzt, so dass Straßen oder Gehwege oberhalb der zu sanierenden Entwässerungsleitung nicht aufgebrochen werden müssen. Der Aushub von Bodenmaterial und das spätere Verfüllen des Rohrgrabens entfallen. Das Schlauchliner-Verfahren kann angewandt werden, wenn die zu sanierenden Rohre Risse, Brüche, Scherbenbildungen oder Muffenversätze aufweisen. Bei Rohrabsackungen, Kontergefällen oder Einsturz muss die offene Bauweise angewandt werden.
Das Verfahren ist zeit- und kostensparend. So können bei Anwendung im öffentlichen Raum häufig langfristige Verkehrsbehinderungen und Totalsperrungen entfallen oder zumindest deutlich minimiert werden. Darüber hinaus spart man neben dem Bodenaushub und -wiederverfüllung auch die Wiederherstellung einer möglicherweise asphaltierten oder gepflasterten Oberfläche.
Innerhalb eines Gebäudes können damit Abwasser- und Regenfallrohre saniert werden, so dass sich ein aufwendiges Aufstemmen von Wänden und Bodenplatten erübrigt. Bei Mehrfamilienhäusern kommt hinzu, dass keine komplizierten Absprachen mit den einzelnen Mietparteien notwendig sind und schon nach kurzer Zeit alle Badezimmer und Abflüsse wieder benutzt werden können.
Generell gibt es verschiedene Verfahren:
- Schlauchliner (Schlauch-Relining-Verfahren): Von einem Kanalschacht, einem Fallrohr oder Ablauf ausgehend wird ein mit Kunstharz getränkter Textilschlauch in das defekte Entwässerungsrohr eingebracht (z. B. inversiert). Das Kunstharz wird unmittelbar vor der Verarbeitung aus zwei Komponenten verrührt. Unter konstantem Luft- oder Wasserdruck legt sich der Schlauchliner an die alte, beschädigte Rohrwand und härtet dort innerhalb weniger Stunden aus. Durch Zugabe von Wärme, Warmwasser, Dampf oder UV-Lichtquellen kann eine deutliche Reduzierung der Aushärtezeit erzielt werden. So entsteht ein nahtloses „Rohr im Rohr-System“. Das Verfahren kann bei Rohren zwischen DN 50 und DN 2000 angewandt werden. Es eignet sich für Kreis- und Eiprofile, aber auch andere Profilarten. Die Einbaulänge kann je nach örtlichen Gegebenheiten 200 m an einem Stück betragen. Bestehende Hausanschlüsse und Zuläufe, die durch Schlauchliner verschlossen wurden, werden mittels schiebe- oder fahrbarem Fräsroboter punktgenau wieder aufgefräst.  Die gesamte Sanierung dauert nur wenige Stunden. Somit kann der Kanal unmittelbar nach Beendigung der Arbeit wieder benutzt werden. Für die Haltbarkeit des sanierten Rohres wird von den ausführenden Firmen meist für eine gewisse Zeit Gewährleistung übernommen, inwieweit die angegebene Haltbarkeit von mehreren Jahrzehnten tatsächlich erreicht wird, muss derzeit offen bleiben, da das Verfahren noch nicht so lange praktiziert wird.
- Partielle Schlauchliner (Kurzliner-Verfahren/Reparaturverfahren) eignen sich für die Reparatur von punktuellen Schäden an Abwasserrohren, bei denen der überwiegende Rest der Leitung unbeschädigt ist.